# Hylaeus curtellus
Hylaeus curtellus is een vliesvleugelig insect uit de familie Colletidae. De wetenschappelijke naam van de soort is voor het eerst geldig gepubliceerd in 1960 door Moure.